# Karl-Otto Alberty
Karl-Otto Alberty (13. listopadu 1933, Berlín – 25. dubna 2015) byl německý herec.

## Život
Předtím než se stal hercem, začínal jako amatérský boxer. Jeho popularita boxera rostla a začal získávat vedlejší role ve filmech. Na začátku šedesátých let 20. století dostával ve filmech i významnější role, postupem času se ukázal i v televizních pořadech – naposledy v roce 1988 v seriálu War and Remembrance. Hrál obvykle ve válečných filmech.

## Filmografie (výběr)
- Jatka č. 5 (1972)
- Miliónový brouk (1980)